# Каралезская волость
Карале́зская во́лость — административно-территориальная единица в составе Симферопольского уезда Таврической губернии, образована в результате земской реформы Александра II 1860 года. В неё вошли часть деревень бывшей Байдарской, Дуванкойской и Озенбашской волостей, расположенные в средней части долин рек Чёрной и Бельбека, а также некоторые деревни в междуречье Бельбека и Качи. На западе граничила с Дуванкойской волостью, на севере — с Мангушской, на северо-востоке и востоке — с Ялтинским уездом, на юге и западе — с Севастопольским военным губернаторством (с 7 февраля 1872 года — Севастопольским градоначальством).
| Население деревень Каралезской волости | Население деревень Каралезской волости | Население деревень Каралезской волости | Население деревень Каралезской волости | Население деревень Каралезской волости |
| Деревня                                | 1842 год дворов                        | 1864 год домов/жителей                 | 1889 год домов/жителей                 | 1897 год жителей                       |
| -------------------------------------- | -------------------------------------- | -------------------------------------- | -------------------------------------- | -------------------------------------- |
| Адым-Чокрак                            | 40                                     | 40/187                                 | 56/291                                 | —                                      |
| Айтодор                                | 42                                     | 58/331                                 | 83/447                                 | 487                                    |
| Албат                                  | 58                                     | 60/229                                 | 92/460                                 | 593 (503)                              |
| Биюк-Каралез                           | 46                                     | 53/415                                 | 83/462                                 | 710                                    |
| Биюк-Сюрень                            | 31                                     | 17/93                                  | 23/124                                 | —                                      |
| Заланкой                               | 36                                     | 28/151                                 | 54/253                                 | —                                      |
| Кучки                                  | 21                                     | 34/154                                 | 48/216                                 | —                                      |
| Коджа-Сала                             | 49                                     | 40/188                                 | 10/35                                  | —                                      |
| Кучук-Сюйрен                           | н/д                                    | 5/26                                   | 27/137                                 | —                                      |
| Пычки                                  | н/д                                    | 147/657                                | 10/40                                  | —                                      |
| Сююрташ                                | 89                                     | 87/431                                 | 140/723                                | 821 (815)                              |
| Таш-Басты                              | н/д                                    | 10/70                                  | —                                      | —                                      |
| Теберти                                | 50                                     | 64/407                                 | 127/633                                | 734 (731)                              |
| Толе                                   | н/д                                    | 20/103                                 | 25/111                                 | —                                      |
| Узенбашик                              | 58                                     | 50/296                                 | 80/424                                 | 751(744)                               |
| Уппа                                   | 94                                     | 45/276                                 | 75/391                                 | —                                      |
| Черкез-Кермен                          | 45                                     | 50/346                                 | 96/482                                 | 509 (480)                              |
| Чоргунь                                | 115                                    | 55/270                                 | 146/685                                | 605 (559)                              |
| Шули                                   | 60                                     | 66/397                                 | 91/321                                 | 559                                    |
| Юхары-Каралез                          | 36                                     | 48/392                                 | 123 /615                               | 650                                    |

## Состав волости на 1892 год
После земской реформы 1890-х годов сохранился прежний состав волости. Согласно «…Памятной книжке Таврической губернии на 1892 год» числилось 19 деревень, в которых в 1076 дворах проживало 6994 человека.
В «…Памятной книжке Таврической губернии на 1902 год» записано то же количество селений и жителей, что и на 1892 год — видимо, данные просто переписали, поскольку, судя по результатам переписи 1897 года (для крупнейших деревень) они должны были отличаться.

## Состав волости на 1915 год
По Статистическому справочнику Таврической губернии. Ч.II-я. Статистический очерк, выпуск шестой Симферопольский уезд, 1915 год к прежним 19 деревням добавились Баркой и Кабарта. Всего же числилось 262 объекта — в большинстве сады, также хутора и прочие незначительные поселения. Население составило 6674 человека приписных жителей и 1187 — «посторонних».
Волость была упразднена постановлением Крымревкома от 8 января 1921 года.